# Шамбо (Ајова)
Шамбо (енгл. Shambaugh) град је у америчкој савезној држави Ајова. По попису становништва из 2010. у њему је живело 191 становника.

## Демографија
Према попису становништва из 2010. у граду је живело 191 становника, што је 3 (1,6%) становника више него 2000. године.
| Група             | 2000.       | 2010.       |
| Белци             | 183 (97,3%) | 188 (98,4%) |
| Афроамериканци    | 1 (0,5%)    | 0 (0,0%)    |
| Азијати           | 0 (0,0%)    | 0 (0,0%)    |
| Хиспаноамериканци | 4 (2,1%)    | 3 (1,6%)    |
| Укупно            | 188         | 191         |